# ノニー・ホグローギアン
ノニー・ホグローギアン（Nonny Hogrogian, 1932年5月7日 - 2024年5月9日）は、アメリカ人児童文学作家、イラストレーター。
1932年、アメリカニューヨーク州ニューヨーク生まれ。
ニューヨーク市立大学ハンター校で美術を学んだ。
1966年、1972年にコールデコット賞を受賞した。
2024年5月9日に死去。

## 受賞歴
- コールデコット賞
  - 1966年 （Always Room for One Moreに対して）
  - 1972年 （One Fine Day（『きょうはよいてんき』）に対して）

## 主な作品
- en:Always Room for One More en:Sorche Nic Leodhas著 (1965)
- One Fine Day（『きょうはよいてんき』） (1972)

## 日本語訳された作品
- 『にんじんケーキ』児童図書館・絵本の部屋、乾侑美子訳、評論社、1979年
- 『やぎのびりいとふとったなかまたち』ミセスこどもの本、金井直訳、文化出版局、1981年
- 『きょうはよいてんき』芦野あき訳、ほるぷ出版、1982年
- 『はねとしっぽ ― 世界の動物物語』デーヴィッド・ケルディアン著、童話館出版、1994年
- 『どろぼうとおんどりこぞう』えほんライブラリー、原昌訳、アリス館、1984年
- 『あくまの三本の金のかみの毛 ― グリム童話』芦野あき訳、ほるぷ出版、1985年
- 『フォトジェン』ジョージ・マクドナルド著、小柴一訳、新樹社、1989年
- 『リベックじいさんのなしの木』テオドール・フォンターネ著、藤本朝巳訳、岩波書店、2006年